# Hjärndelirium 2000
Hjärndelirium 2000 er et kassettebånd af den svenske musikeren og komponisten Errol Norstedt fra 1995. Dette er den sidste kassette, der kom ud af Norstedts firma Osadal AB.
Selv om de officielle oplysninger er, at kassetten er fra 1994, er det mere sandsynligt, at kassetten kom ud i 1995, da Norstedt i sangen "Ronka Min Penis" nævner, at han er 47 år gammel, og da han blev født i 1948 blev han 47 første i 1995.
I 1996 blev Hjärndelirium 2000 genudgivet på samme tid som 4 andre kassetter i en serie, der generelt kaldes "Ollonkassetterna" (på dansk: agernetkassettebånden) bestående af Hjärndelirium 2000, Rätt Sorts Råckenråll, Radio Abonnerad, Rockligan og Scanaway.
"JBG-Rap" er et cover af "Johnny B. Goode" af Chuck Berry.

## Spor
Alle sange skrevet og komponeret af Alle sange skrevet og komponeret af Errol Norstedt, undtagen hvor noteret.. 
| 1. | "Musboogie"                                   |  | 03:34 |
| 2. | "Gottfrid Nilsson"                            |  | 02:43 |
| 3. | "Killa Min Fot"                               |  | 02:00 |
| 4. | "Aldrig Mer (med pseudonymet "Brakskitarna")" |  | 02:53 |

| 1. | "Ronka Ronka Ronka Ronka Ronka"    |             | 02:36 |
| 2. | "Vad Ska Man Göra När Kuken Står?" | Traditionel | 00:30 |
| 3. | "Jobba Jobba Jobba"                |             | 03:16 |
| 4. | "Ronka Min Penis"                  |             | 02:44 |
| 5. | "Leila Lilla"                      |             | 01:46 |
| 6. | "JBG-Rap"                          | Chuck Berry | 02:29 |
| 7. | "Septemberrunk"                    |             | 04:23 |

### Sangtitler på dansk
- Eleganten Från Vidderna - Eleganten Fra Landet.
- En Liten Mus - En Lille Mus.
- Din Domme Jauvull - Din Dumme Satan.
- Önskelådan - Ønskekassen.
- Killa Min Fot - Kildre Min Fod.
- Fånerier - Tåbelier.
- Aldrig Mer - Aldrig Mere.
- Flera Fånerier - Mere Tåbelier.
- Ronka Ronka Ronka Ronka Ronka - Spille Spille Spille Spille Spille.
- Vad Ska Man Göra När Kuken Står? - Hvad Skal Man Gøre, Når Pikken Står?
- Jobba Jobba Jobba - Arbejde Arbejde Arbejde.
- Kuken I Örat, Stendöv - Pikken I Øret, Stendøv.
- Ronka Min Penis - Spille Min Penis.
- Septemberrunk - Septemberonani.